# Động cơ tuốc bin trục

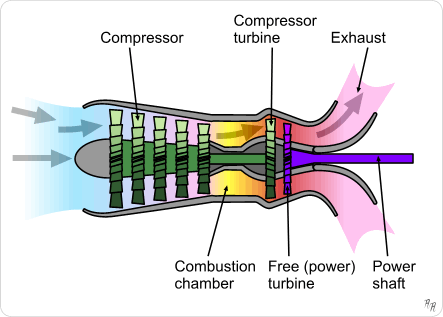
Sơ đồ chỉ ra nguyên lý làm việc của một động cơ tuốc bin trục loại đơn giản.

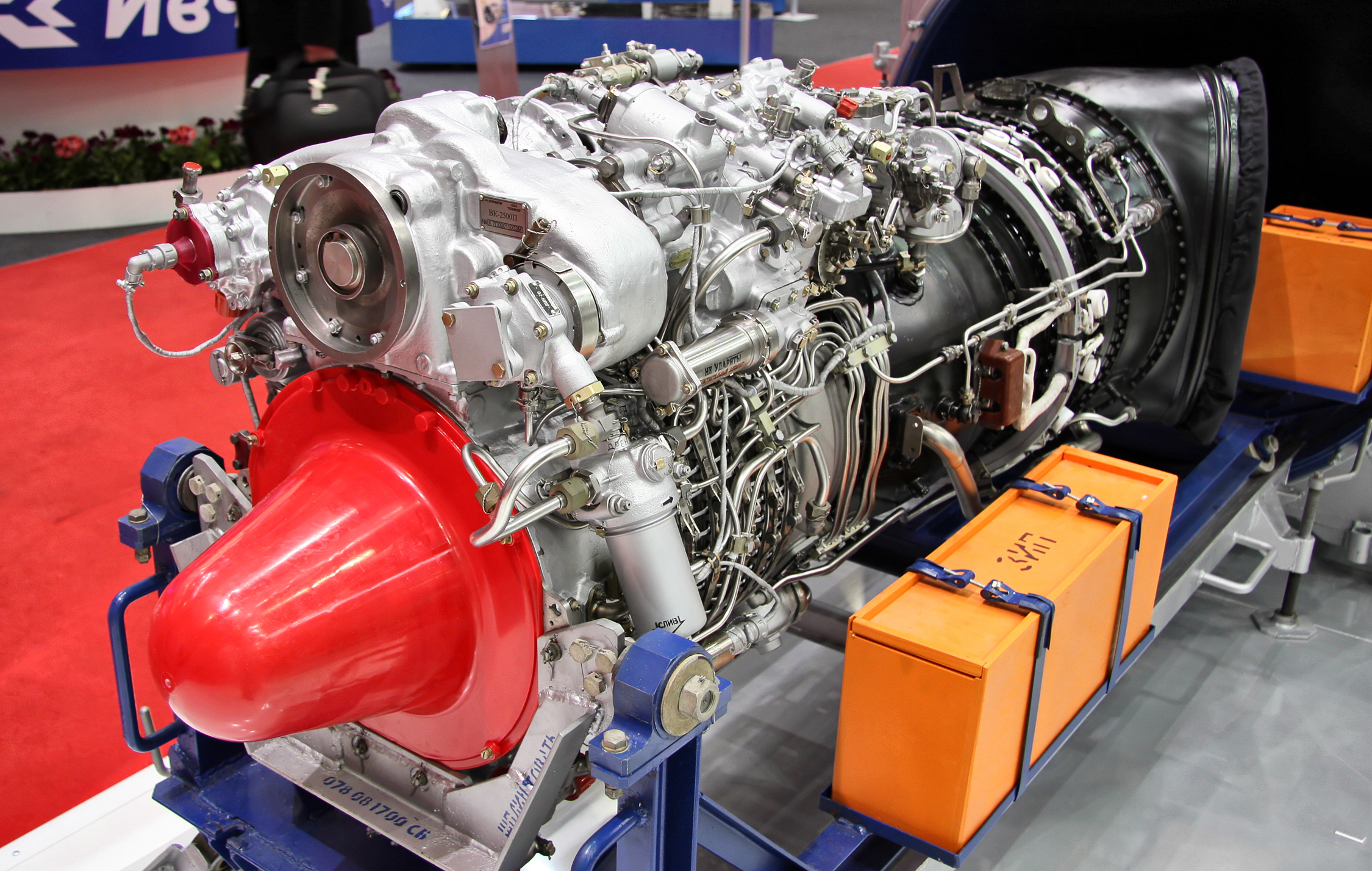
Động cơ tuốc bin trục Klimov VK-2500 sử dụng trong máy bay trực thăng của Nga.

Động cơ tuốc bin trục (tiếng Anh - Turboshaft engine, viết tắt - TurboShaft; tiếng Nga - Турбовальный двигатель, viết tắt - ТВаД) là một dạng của động cơ phản lực không khí (Jet engine, Воздушно-реактивный двигатель) có máy nén, tạo ra lực nâng nhờ cánh quạt rộng. Động cơ tuốc bin trục không tạo ra lực đẩy nhờ khí phụt ra ngoài mà tạo lực đẩy gián tiếp (hay có thể hiểu là lực nâng) bằng cách tạo ra mô-men quay thông qua hộp truyền chuyển động, đổi góc quay, tạo lực nâng chủ yếu nhờ cánh quạt rộng nhằm tối ưu hóa để sản xuất năng lượng trục, chứ không phải là lực đẩy phản lực.
Động cơ tuốc bin trục có nhiều điểm tương đồng với động cơ tuốc bin phản lực (TurboJet) và động cơ phản lực cánh quạt (TurboProp).
Động cơ tuốc bin trục thường được sử dụng nhiều trong các máy bay trực thăng, tàu thuyền, tàu đệm khí, xe tăng, thủy phi cơ v.v.